# Флурпиридаз (18F)
Флурпиридаз (18) — радиофармацевтический препарат для диагностики ишемии 
и инфаркта миокарда. Одобрен для применения: США (2024).

## Механизм действия
радиофармацевтический препарат.

## Показания
Диагностика ишемии и инфаркта миокарда с помощью ПЭТ.